# 信越化學工業

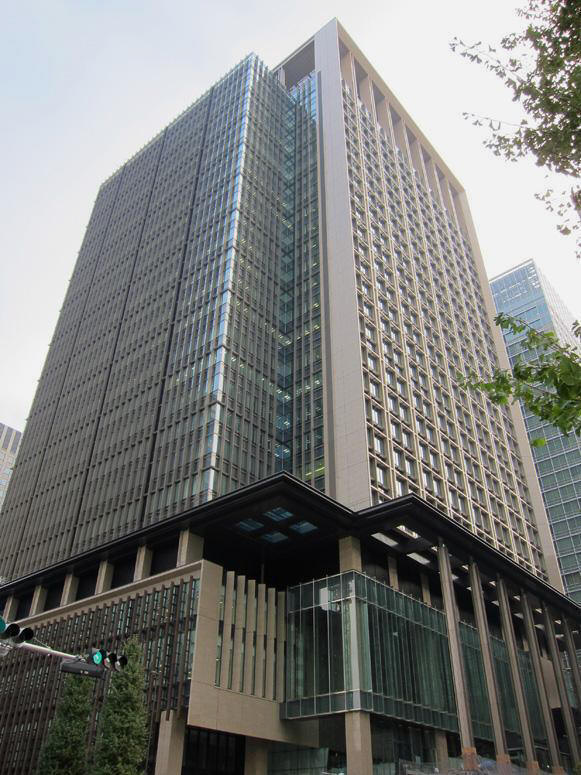
本社（丸之內永樂大廈）

信越化学工業株式會社（日语：／ Shin'etsu Kagaku Kōgyō */?），簡稱信越化學，於1926年（大正15年）9月16日由小坂順造創立。是世界最大的晶圓基片製造企業、世界最大聚氯乙烯製造企業，同時為日經225指數成份股之一。

## 沿革
- 1926年 - 以信越窒素肥料株式會社為名成立。
- 1940年 - 變更公司名稱為信越化学工業株式會社。
- 1949年- 於東京證券交易所上市。
- 1960年 - 成立信越聚氯乙烯株式會社。
- 1967年 - 成立信越半導體株式會社。
- 1983年 - 信越聚氯乙烯株式會社上市。
- 1983年 - 人事異動，小田切新太郎社長暨会長，小坂雄太郎任職社長。
- 1990年 - 人事異動，金川千尋副社長升任社長。
- 2010年6月29日 - 人事異動，森俊三副社長升任社長，金川千尋社長升任會長。
- 2016年6月29日 - 人事異動，森俊三社長轉任董事兼顧問，秋谷文男副社長兼副会長，齋藤恭彦副社長升任社長。

## 歷史
1926年9月16日，在長野縣長野市成立，是日本氮肥公司（現為Chisso，JNC）與當地企業的合資公司。 最初在新潟縣中部比吉郡直發町的工廠（現為上越市），引進了日本窒素肥料水俣工场的技術來生產黑肥丹(石灰窒素) 。

## 主要製造工廠
- 直江津工場（新潟縣上越市）
- 武生工場（福井縣越前市）
- 群馬事業所（群馬縣安中市）
- 鹿島工場（茨城縣神栖市）

## 關係企業
截至2018年3月旗下的子會社及關係會社總數達140個。
- Shintech
- 信越半導體
- 信越化學工業
- 信越光電
- 信越電子材料
- 信越聚合物
- 信越石英
- 三益半導体工業
- 日信化學工業
- Tatulit化學
- 長野電子工業
- 直江津電子工業
- 信濃電氣製錬
- 信越Astec
- Admatechs
- 日本醋酸・聚乙烯醇

## 外部連結
- 信越化學官方網站 （页面存档备份，存于）（日語）